# Per-Ola Lindberg
Per-Ola Lindberg (Kalmar, Suecia, 24 de marzo de 1940 - 19 de diciembre de 2022) fue un nadador especializado en pruebas de estilo libre. Fue subcampeón de Europa en 100 metros libres durante el Campeonato Europeo de Natación de 1962.

## Palmarés internacional
| Campeonato Europeo de Natación | Campeonato Europeo de Natación | Campeonato Europeo de Natación | Campeonato Europeo de Natación |
| Año                            | Lugar                          | Medalla                        | Prueba                         |
| ------------------------------ | ------------------------------ | ------------------------------ | ------------------------------ |
| 1962                           | Leipzig ( Alemania)            | Medalla de plata               | 100 m libre                    |
| 1962                           | Leipzig ( Alemania)            | Medalla de oro                 | 4 × 200 m libres               |
| 1962                           | Leipzig ( Alemania)            | Medalla de bronce              | 4 × 100 m libres               |